# Ricardo Giusti
Pour les articles homonymes, voir Giusti (patronyme).
Ricardo Omar Giusti, né le 11 décembre 1956 à Arroyo Seco, est un footballeur argentin, milieu de terrain défensif d'Independiente et de l'équipe d'Argentine avec laquelle il a connu 53 sélections entre 1983 et 1990, remportant la coupe du monde 1986 et disputant celle de 1990.

## Palmarès

### Avec l'Argentine
- Vainqueur de la Coupe du monde 1986
- Finaliste de la Coupe du monde 1990

### Avec le CA Independiente
- Vainqueur de la Copa Libertadores en 1984
- Vainqueur de la Coupe intercontinentale en 1984
- Finaliste de la Supercopa Sudamericana en 1989
- Champion d'Argentine en 1983 (metro) et en 1989

### Avec les Newell's Old Boys
- Champion d'Argentine en 1974 (metro)